# Ann-Marie Ivars
Ann-Marie Ivars, född 1941, är en finländsk språkvetare, professor emerita vid Helsingfors universitet.

## Akademisk gärning
Ann-Marie Ivars disputerade 1986 på avhandlingen Från Österbotten till Sörmland – en undersökning av emigration och språklig anpassning och blev 1989 biträdande professor vid Helsingfors universitet. År 1991 efterträdde hon Lars Huldén som professor i nordiska språk vid detta lärosäte. Från 1993 till 1994 var hon prefekt för Institutionen för nordiska språk och nordisk litteratur. Hon gick i pension 2002 varpå professorsstolen togs över av Jan-Ola Östman.
Ann-Marie Ivars forskningsintressen inkluderar dialektologi, sociolingvistik och språkhistoria och hon har varit verksam inom forskningsprojekt om Närpesdialekten och finlandssvenska stadsmål. Hon har även varit redaktör för Ordbok över Finlands svenska folkmål vid Forskningscentralen för de inhemska språken och åren 1994–2000 för tidskriften Folkmålsstudier utgiven av Föreningen för nordisk filologi.

## Priser och utmärkelser
- 1989 – Statsrådet Mauritz Hallbergs pris
- 2013 – Folktingets förtjänstmedalj[2]
- 2014 – Blomska stipendiet[3]

## Verk i urval
- Från Österbotten till Sörmland – en undersökning av emigration och språklig anpassning (1986)
- Närpesdialekten på 1980-talet (1988)
- Stad och bygd – finlandssvenska stadsmål i regionalt och socialt perspektiv (1996)
- Sydösterbottnisk syntax (2010)
- Dialekter och småstadsspråk. Svenskan i Finland - i dag och i går vol. I:1. SSLS 798, Helsingfors.
- Amerikaminnen: återvandrare och invandrare berättar (2020 Appell Förlag) ISBN 9789198496185